# Robin Boyd
Robin Gerard Penleigh Boyd CBE (3 de enero de 1919 - 16 de octubre de 1971) fue un arquitecto, escritor, profesor y activista social australiano. Junto con Harry Seidler, fue uno de los principales defensores del Movimiento Moderno en la arquitectura australiana. Boyd es el autor del influyente libro The Australian Ugliness (1960), una crítica de la arquitectura australiana, particularmente del estado de los suburbios australianos y su falta de un objetivo arquitectónico uniforme. 
Al igual que su contemporáneo estadounidense John Lautner, Boyd tuvo pocas oportunidades para diseñar edificios importantes y sus obras más conocidas e influyentes como arquitecto son sus numerosos e innovadores diseños de casas unifamiliares.

## Orígenes y comienzos
Robin Boyd era un vástago de la dinastía artística Boyd de Australia, y su extensa familia estaba formada por pintores, escultores, arquitectos, escritores y otros practicantes de las diferentes artes. Robin era el hijo menor del pintor Penleigh Boyd, y su propio hijo, que lleva el nombre de su abuelo Penleigh, es arquitecto. Era sobrino del autor Martin Boyd y primo hermano del pintor australiano Arthur Boyd y sus hermanos David y Guy. En 1938, su abuelo Arthur Merric Boyd le ofreció su primer encargo, un estudio para Arthur Boyd en la propiedad de los Boyd, Open Country, en Murrumbeena. Otra prima era Joan (Weigall) Lindsay (autora de Picnic at Hanging Rock). Estuvo casada con Daryl Lindsay, director de la Galería Nacional de Victoria, de 1942 a 1956, y sus hermanos fueron Lionel Lindsay y el reconocido artista y autor Norman Lindsay. 
La madre de Robin, nacida en Queensland, Edith Susan Gerard Anderson, fue una pintora experta que también provenía de una familia prominente. Su padre, John Gerard Anderson, fue director del Departamento de Instrucción Pública de Queensland, su hermano Arthur fue un médico conocido y su hermana mayor, Maud, fue una de las primeras mujeres en graduarse en Artes de la Universidad de Sídney y posiblemente fue la primera mujer graduada universitaria de Queensland. : 10 
Robin Boyd y su hermano mayor Pat pasaron su primera infancia en 'The Robins', la casa familiar y el estudio que su padre había construido en un terreno que compró en Warrandyte, cerca de Melbourne, pero en 1922 Penleigh vendió 'The Robins' y se mudó con su familia a Sídney. Poco después de llegar, Sídney Ure Smith lo alistó como uno de los organizadores de una importante exposición de arte europeo contemporáneo. Penleigh llevó a su familia con él a Inglaterra a finales de año para escoger pinturas. Regresó a Sídney sin ellos en junio de 1923 para organizar la exposición, que se realizó en Sídney y Melbourne durante julio y agosto. Durante la ausencia de su esposa, Penleigh tuvo una breve aventura con otra mujer, pero poco antes de que su familia regresara de Inglaterra compró 'The Robins' y también un auto nuevo. 
Edith, Pat y Robin regresaron a Australia el 23 de noviembre de 1923, pero Penleigh y Edith tuvieron una acalorada discusión poco después del regreso a casa. Unos días después, por razones desconocidas, Penleigh dejó Melbourne para dirigirse a Sídney en compañía de la otra persona, pero perdió el control del vehículo en una curva cerrada cerca de Warragul y volcó. El pasajero sobrevivió, pero Penleigh sufrió heridas fatales y murió en el lugar en cuestión de minutos. : 19–20  Las ganancias de la herencia de Penleigh, incluida la venta de 'The Robins', el automóvil reparado y unas 40 pinturas, más una asignación anual del padre de Penleigh y una pequeña herencia de su propio padre, permitieron a Edith Boyd mantener a sus hijos sin necesidad de trabajo, incluso durante la gran depresión.  : 21 
Los primeros dos años de escolarización de Robin fueron en la Escuela Preparatoria Glamorgan. Edith compró una modesta casa en East Malvern en 1927, y matriculó a Robin en la cercana escuela estatal Lloyd Street. Cuando era escolar, leía mucho y se convirtió en un fanático de las películas y la música de jazz. En 1930 se mudó a la Escuela de Gramática de la Iglesia Malvern, donde completó sus estudios. : 21–34  Sirvió en Papua-Nueva Guinea durante la Segunda Guerra Mundial y reanudó su carrera arquitectónica en 1945.

## Carrera arquitectónica

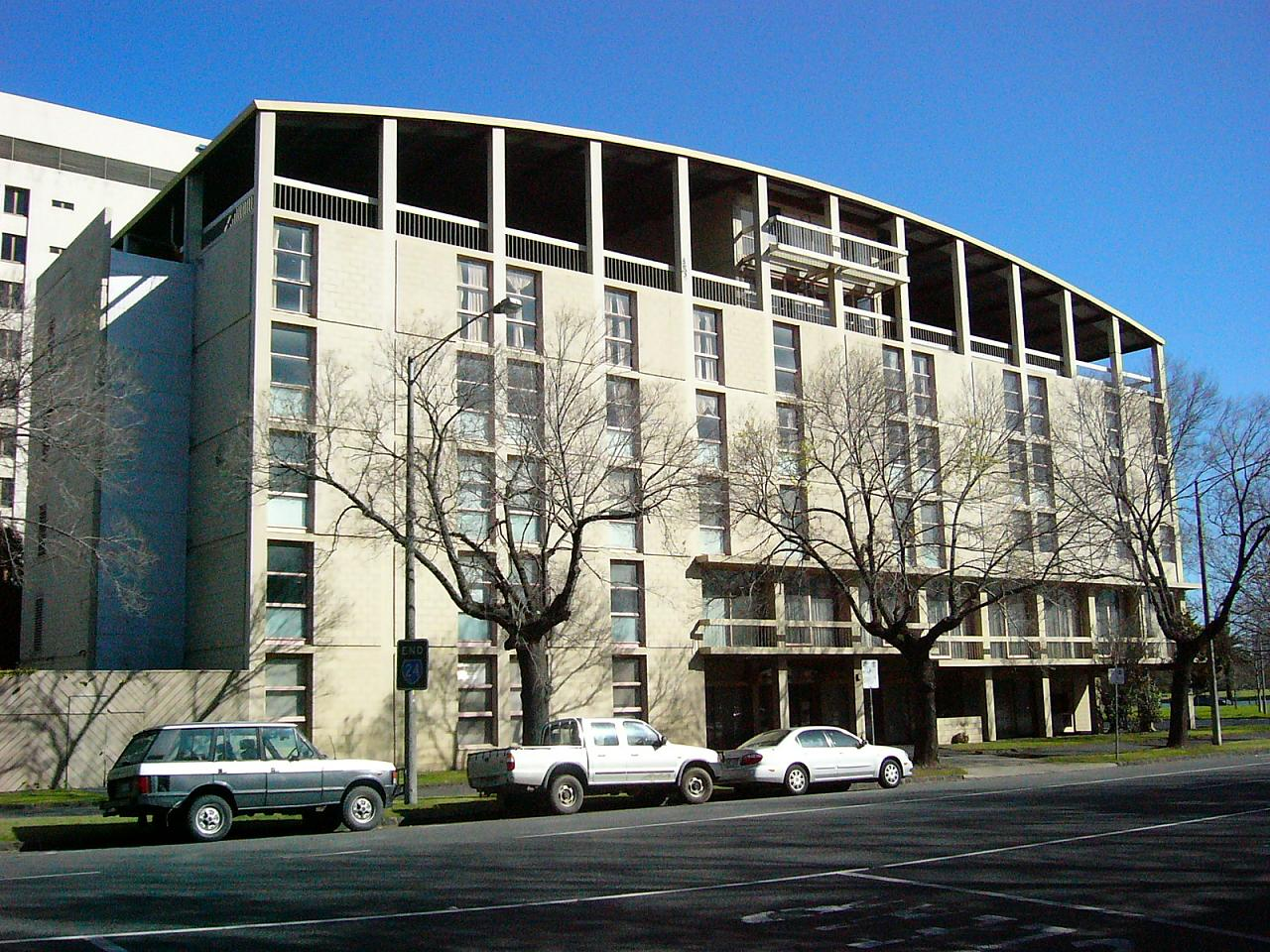
John Batman Motor Inn, Melbourne

Boyd se dio a conocer por primera vez a fines de la década de 1940 por su promoción de las casas económicas, funcionales y parcialmente prefabricadas que incorporaban una estética moderna. La mayor parte de su producción arquitectónica fue residencial, aunque también diseñó algunos edificios más grandes, como el bloque de la torre residencial Domain Park, el John Batman Motor Inn en Melbourne y la sede australiana del Winston Churchill Memorial Trust en Canberra, en el que estaba trabajando cuando ocurrió su muerte. 
Boyd fue el primer Director del Servicio de Viviendas Pequeñas del Royal Victorian Institute of Architects desde 1947 hasta 1953 y durante muchos años desde 1948 fue el editor de este servicio para el periódico The Age, para el cual también escribió artículos semanales. El Small Homes Service proporcionó diseños de casas económicas, que intentaron incorporar la estética arquitectónica moderna y una planificación funcional y se vendieron al público por un pequeño importe. A través de este trabajo Boyd se convirtió en un nombre familiar en Victoria.
En 1948, Boyd recibió una beca de viaje RVIA de Robert y Ada Haddon. La beca le dio a Boyd su primera oportunidad de viajar por Europa, lo que tendría una profunda influencia en su trabajo posterior.
 

En 1953 formó una sociedad con Frederick Romberg (1910–1992) y Roy Grounds (1905–1981) y su influyente firma de Melbourne se convirtió en una fuerza significativa en la arquitectura australiana que durante las décadas de 1950 y 1960, desarrolló una serie de casas de estilo regional, incluida una casa en Canberra en 1952 para el historiador australiano Manning Clark. 

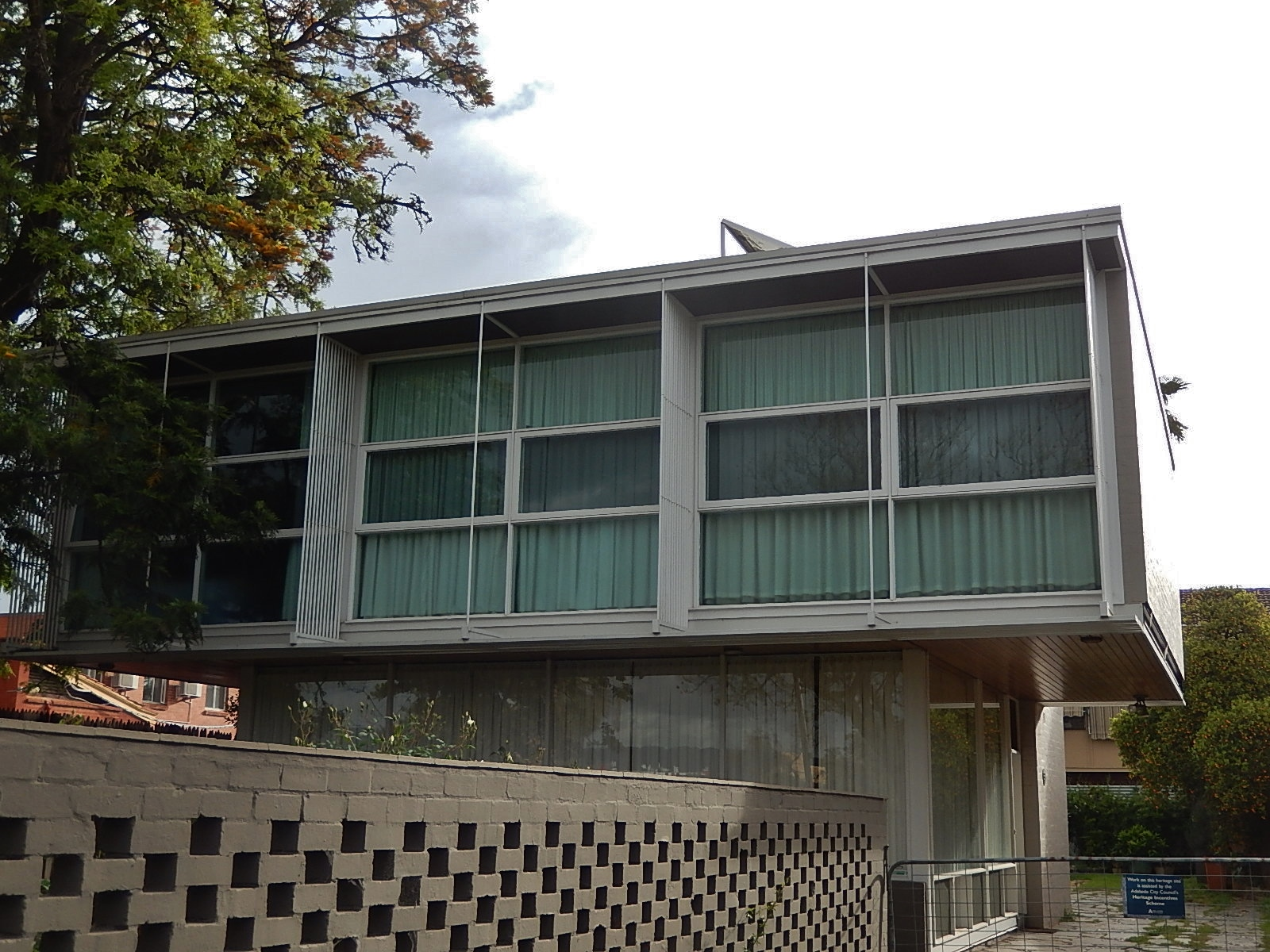
Casa en el North Adelaide, Australia del Sur.

Boyd fue un arquitecto prolífico, con más de 200 proyectos en su haber en su carrera relativamente corta. Fue el único diseñador de la mayoría de estos proyectos, aunque varios encargos iniciales se diseñaron conjuntamente con sus socios no oficiales Kevin Pethebridge y Frank Bell (1945–47) y otros se diseñaron conjuntamente con sus socios Grounds y Romberg (1953–62). Después de la salida de Grounds de la práctica en 1962, Romberg continuó en sociedad con Boyd hasta la muerte de este último. 
Boyd fue igualmente prolífico e influyente como escritor, comentarista, educador y conferenciante público, apoyando con vehemencia el estilo moderno en su The Australian Ugliness (1960) con una condena de la contaminación visual y el embellecimiento vulgar. Su trabajo fue documentado y promovido por los fotógrafos Mark Strizic y Wolfgang Sievers, entonces los más destacados en su campo. Durante muchos años, desde 1947, fue director del Small Homes Service e influyó en muchas personas con sus populares artículos semanales sobre el tema. También fue profesor de arquitectura en la Universidad de Melbourne, y en 1956-57 asumió un puesto docente en el Instituto de Tecnología de Massachusetts en Boston ofrecido por Walter Gropius, amigo de Boyd y directivo del MIT. 
Boyd era amigo cercano del escritor satírico Barry Humphries y escribió las notas para su primera grabación comercial, el EP Wild Life in Suburbia (1958).
Boyd escribió nueve libros. Su innovador Hogar de Australia (1952) fue la primera investigación histórica sustancial de la arquitectura doméstica australiana, y su trabajo más conocido e influyente, The Australian Ugliness (1960) fue una crítica popular y abierta de los gustos prevalecientes en arquitectura y cultura popular.
En 1967, Boyd presentó las conferencias Boyer, que se transmitieron a nivel nacional por la ABC Radio. Dio cinco conferencias sobre diversos temas y cuestiones relacionadas con Australia, la arquitectura, el diseño y los valores culturales predominantes de la época, bajo el título general de la serie Australia artificial.
Poco antes de su muerte fue galardonado con la Medalla de Oro del Royal Australian Institute of Architects en 1969.

## Muerte y legado

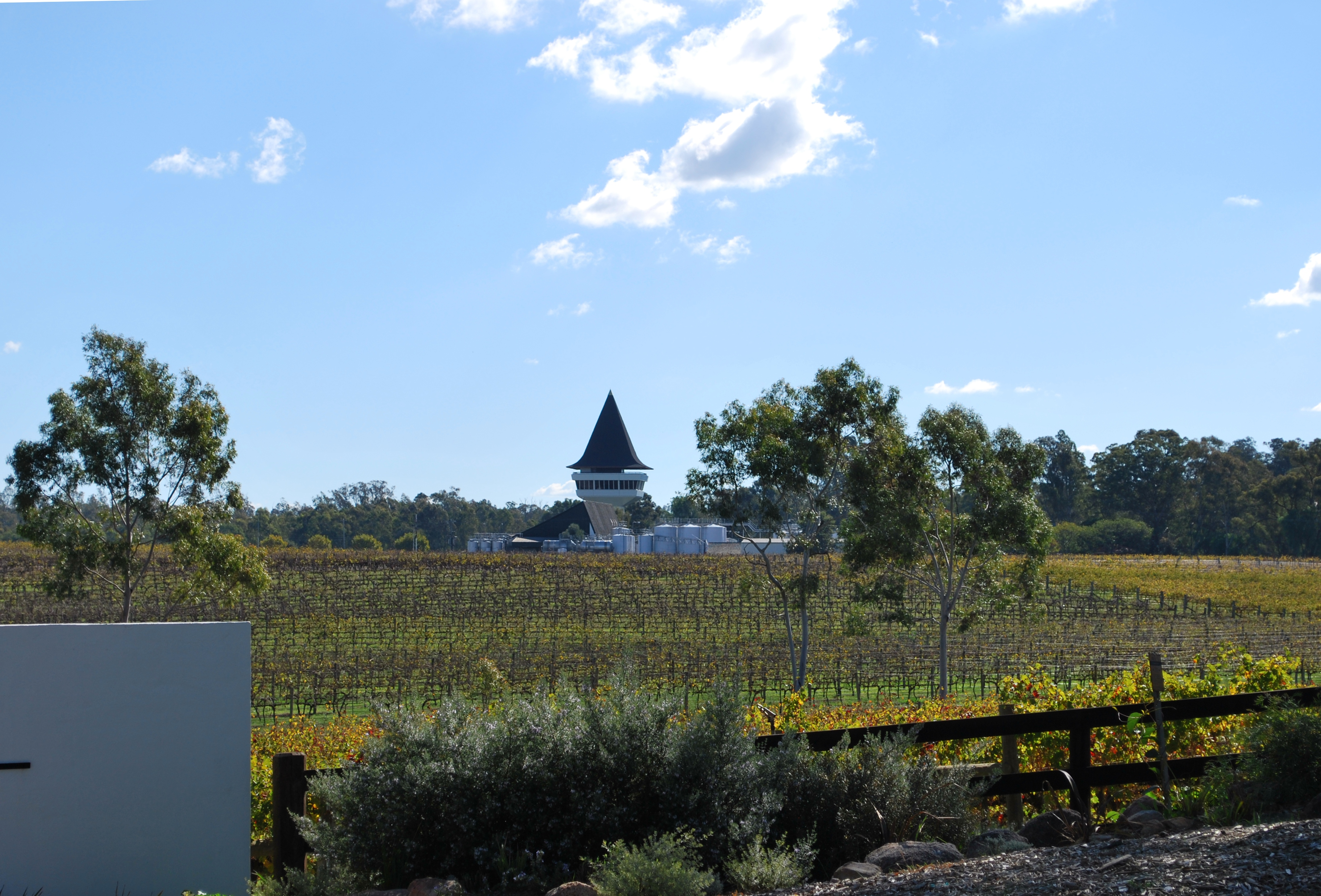
Bodega Mitchelton, Mitchellstown, Victoria.

Boyd viajó al extranjero en abril-mayo de 1971 donde contrajo una infección y, a su regreso a Australia, su médico le detectó un soplo cardíaco. A principios de julio su estado empeoró y fue ingresado en el Hospital St Andrew (ahora el Centro de Cáncer Peter MacCallum) en Melbourne; le diagnosticaron neumonía intersticial, le dijeron que la infección se había asentado en una de sus válvulas cardíacas y le administraron dosis masivas de ampicilina cada seis horas. Se recuperó un poco y luchó hasta agosto-septiembre, manteniendo su habitual horario de trabajo, pero a principios de octubre su salud se deterioró nuevamente y fue ingresado en el Royal Melbourne Hospital. Los médicos se desconcertaron sobre el diagnóstico, pero finalmente decidieron extraer todos sus dientes con anestesia completa, creyendo que la infección se había asentado allí. Sufrió un derrame cerebral mientras se recuperaba de la operación, y aunque se recuperó lo suficiente como para reconocer a su esposa Patricia, murió tres días después, el 16 de octubre de 1971, a la edad de 52 años. : 316–319 
En 2005, la fundación sin fines de lucro Robin Boyd fue establecida por un grupo que incluye a la familia de Boyd, el Instituto Australiano de Arquitectos (Capítulo Victoria), las facultades de arquitectura de la Universidad de Melbourne, la Universidad de Deakin y la Universidad RMIT. Su página web enumera los objetivos de la Fundación, que son profundizar la comprensión de los beneficios del diseño a través de la conciencia del diseño, la alfabetización del diseño y la promoción del diseño. Gough Whitlam fue el patrón fundador de la fundación.
Del 17 de agosto al 2 de octubre de 2011, la Galería Regional de la Península de Mornington exhibió todas las casas que Boyd había creado para la zona de la Península de Mornington . 
El año 2019 marcó el centenario de Boyd y "el trigésimo aniversario de un evento de dos días con un simposio público, una exposición, publicaciones y un recorrido por el edificio dedicado a Robin Boyd". Se produjo un número especial del RMIT Design Archives Journal para conmemorar estos dos aniversarios titulados: Robin Boyd Redux. 

## Proyectos terminados
| Proyecto                                       | Imagen | Año  | Localización                    | Estado | Notas |
| ---------------------------------------------- | ------ | ---- | ------------------------------- | ------ | --- |
| Arthur Boyd Studio                             |        | 1938 | 8 Wahroonga Cres, Murrumbeena   | VIC    | Propiedad familiar completa vendida en 1964 para desarrollo urbano.                                                            |
| Edith Boyd House                               |        | 1939 | Burwood                         | VIC    | |
| Boyd House I                                   |        | 1947 | 158 Riversdale Rd, Camberwell   | VIC    | |
| J. H. White House                              |        | 1948 | 31 Mundy St, Mentone            | VIC    | |
| Alan Brown House I                             |        | 1949 | Toorak Rd, Malvern              | VIC    | |
| Dustan House                                   |        | 1949 | 17 Yandilla St, Balwyn          | VIC    | |
| Manning Clark House                            |        | 1952 | 11 Tasmania Circle, Forrest     | ACT    | |
| Gillison House                                 |        | 1952 | Balwyn                          | VIC    | |
| Fenner House                                   |        | 1953 | 8 Monaro Cres, Red Hill         | ACT    | |
| Hilary Roche House                             |        | 1954 | 4 Bedford St, Deakin            | ACT    | |
| Richardson House                               |        | 1954 | 10 Blackfriars Close, Toorak    | VIC    | Patrimonio listado localmente por la ciudad de Stonnington. Ampliamente reconstruido manteniendo la apariencia exterior c2000. |
| Date House                                     |        | 1956 | Studley Park, Kew               | VIC    | |
| Haughton James House                           |        | 1957 | 82 Molesworth Street, Kew       | VIC    | Listado por el National Trust (Victoria)                                                                                       |
| Winter-Irving House                            |        | 1957 | Lake Colac                      | VIC    | |
| Walsh Street House                             |        | 1959 | 290 Walsh St, South Yarra       | VIC    | [ 13 ] |
| Clemson House                                  |        | 1960 | 24 Milfay Ave, Kew              | VIC    | Listado por Heritage Victoria                                                                                                  |
| Handfield House                                |        | 1960 | Eltham                          | VIC    | |
| Black Dolphin Motel                            |        | 1961 | Merimbula                       | NSW    | |
| Holy Trinity Lutheran National Memorial Church |        | 1961 | Turner                          | ACT    | Con Roy Grounds y Frederick Romberg                                                                                            |
| St George's Anglican Church                    |        | 1962 | Melbourne                       | VIC    | Con Romberg |
| Domain Park Flats                              |        | 1962 | Melbourne                       | VIC    | |
| Verge House                                    |        | 1964 | 204 Monaro Cres, Red Hill       | ACT    | |
| Baker House                                    |        | 1966 | Bacchus Marsh                   | VIC    | |
| Lawrence House and Flats                       |        | 1966 | 13 Studley Avenue, Kew          | VIC    | Listado por el National Trust (Victoria)                                                                                       |
| Lyons House                                    |        | 1967 | 733 Port Hacking Rd, Dolans Bay | NSW    | |
| John Batman Motor Inn                          |        | 1968 | Melbourne                       | VIC    | |
| Baker Dower House                              |        | 1968 | Bacchus Marsh                   | VIC    | |
|                                                |        | 1969 | 12 Marawa Pl, Aranda            | ACT    | |
| McClune House                                  |        | 1969 | Marcus Rd, Frankston            | VIC    | |
| Featherston House                              |        | 1969 | Ivanhoe                         | VIC    | |
| Winston Churchill Memorial Trust Headquarters  |        | 1972 | Braddon                         | ACT    | Con Romberg; completado por Neil Clerehan                                                                                      |